# Petite Rivière Noire FC
Der Petite Rivière Noire Football Club ist ein mauritischer Fußballverein aus der Stadt Petite Rivière Noire. Aktuell spielt der Verein in der ersten Liga.

## Geschichte
Der Verein wurde 1998 gegründet. Der in der obersten mauritischen Liga spielende Verein konnte bisher dreimal den Pokal gewinnen.

## Stadion
Seine Heimspiele trägt der Verein im Stade Germain Comarmond in Bambous aus. Das Stadion hat ein Fassungsvermögen von 5000 Personen.

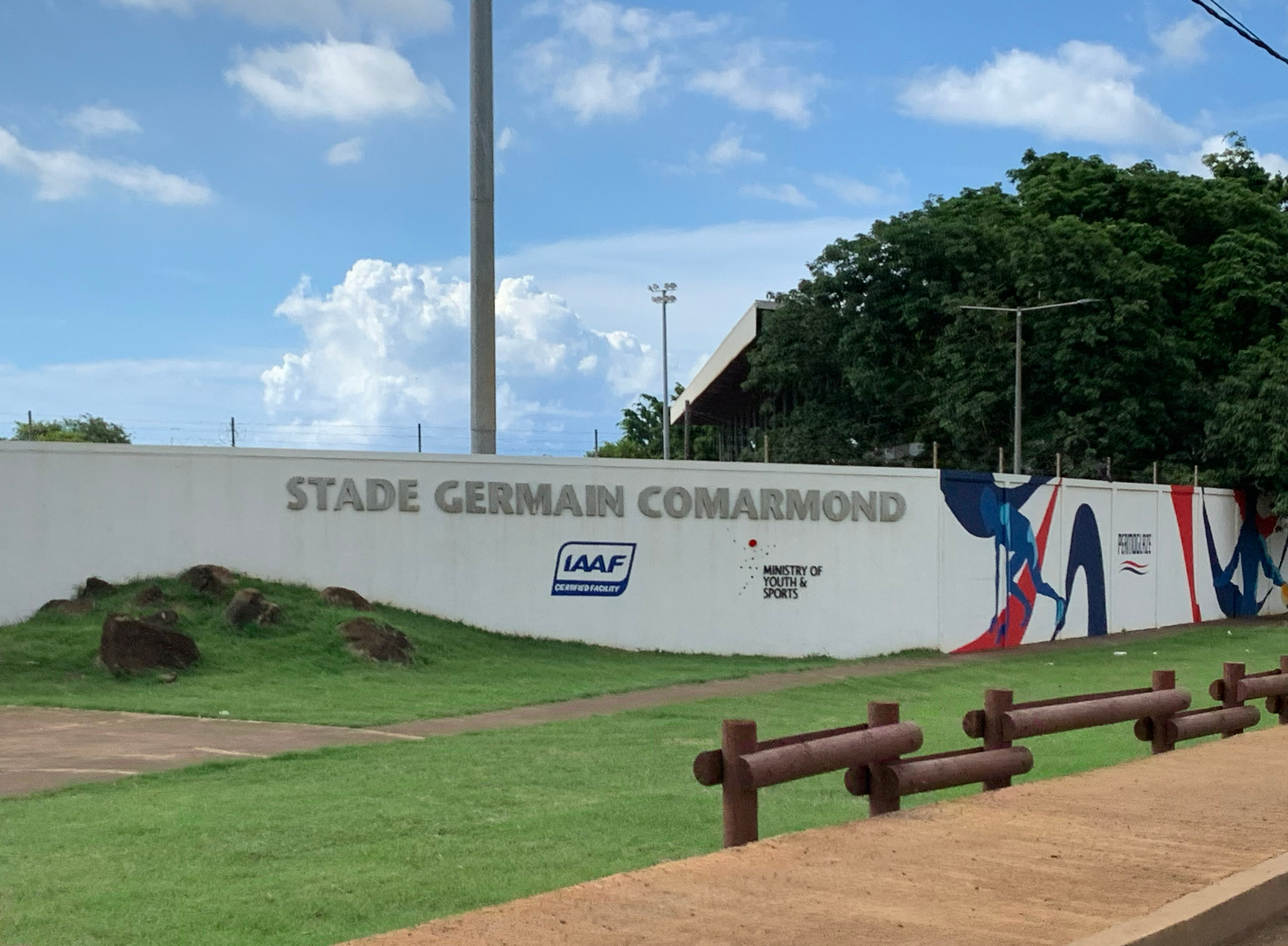
Stade Germain Comarmond

## Erfolge
- Mauritischer Pokalsieger: 2007, 2014, 2015

## Statistik in den CAF Wettbewerben
| Jahr | Wettbewerb            | Runde    |
| ---- | --------------------- | -------- |
| 2008 | CAF Confederation Cup | Vorrunde |
| 2015 | CAF Confederation Cup | Vorrunde |